# Постель и завтрак для звезды
«Кровать и завтрак в отеле Звезда» ― детский роман британской писательницы Жаклин Уилсон.

## Сюжет
Книга повествует о девочке по имени Эльза, которая и является рассказчиком истории. У неё общительный и дружелюбный характер, она любит рассказывать анекдоты, особенно когда пытается развеселить загрустивших окружающих. В детстве Эльза счастливо жила со своей мамой, пока та не влюбилась в шотландца «Мака Шлепка». Отчима Эльза не любит, потому что тот чрезвычайно вспыльчив и, оправдывая своё прозвище, часто использует шлепки в качестве наказания. У мамы Эльзы и Мака родились девочка Пиппа и мальчик Хэнк.
У Мака есть несколько работ, но мало зарабатывает и семья часто остается без денег. После нескольких переездов, в том числе с матерью Мака в Шотландии, семью наконец выселили и заставили переехать в отель типа «постель и завтрак», по иронии судьбы названный «Королевский отель». Этот отель в прежние времена был великолепным местом, но теперь превратился в ночлежку для бедняков. 
Эльза называет отель «The Oyal Htl» из-за отсутствия надписи на фасаде отеля. Она наблюдает, как ее семья становится все более и более разочарованной и подавленной, поскольку они вынуждены жить в одной комнате и подвергаются унижениям, так как бедны. Эльза пытается помочь, развеселить свою семью, рассказывая им анекдоты. Но всё напрасно, семья продолжает прибывать в унынии.
Однажды в отеле вспыхивает сильный пожар, который первой обнаружила Эльза и она поднимает тревогу. Девочка спасает постояльцев отеля, разбудив их своим чрезвычайно громким голосом. 
После этого Эльза становится звездой и репортёры из газет берут у нее интервью. Из-за ущерба, нанесенного пожаром, Эльза и ее семья временно переезжают в очень хорошую гостиницу «Отель Звезда». Книга заканчивается тем, что Эльза рассказывает читателям анекдоты.